# Gruzja na Zimowych Igrzyskach Olimpijskich 2002
Gruzję na Zimowych Igrzyskach Olimpijskich 2002 reprezentowało 4 zawodników.

## Skoki narciarskie
- Kachaber Cakadze (skocznia normalna - 58. miejsce, skocznia duża - 64. miejsce)

## Łyżwiarstwo figurowe
- Wachtang Murwanidze (17. miejsce)

## Narciarstwo alpejskie
- Robert Macharaszwili (slalom - dyskwalifikacja)
- Sopiko Achmeteli (slalom gigant - dyskwalifikacja, slalom - dyskwalifikacja)